# Charles MacArthur
Charles Gordon MacArthur (Scranton, 5 november 1895 – New York, 21 april 1956) was een Amerikaans toneelschrijver en filmscenarist.

## Levensloop
Charles MacArthur werkte als verslaggever in Chicago, voordat hij toneelauteur werd. Hij schreef samen met Ben Hecht verschillende successtukken. Hun bekendste toneelstuk The Front Page werd in 1931 door Lewis Milestone verfilmd als The Front Page en in 1940 door Howard Hawks als His Girl Friday. Vanaf het begin van de jaren 30 was hij werkzaam als scenarioschrijver in Hollywood. Hij won in 1936 een Oscar met het scenario voor The Scoundrel. Hij werd daarnaast nog twee keer genomineerd voor de prijs. MacArthur was sinds 1928 getrouwd met actrice Helen Hayes. Hun zoon James werd ook acteur.
MacArthur was bevriend met leden van de Algonquin Round Table. Hij deelde een appartement met Robert Benchley en had in de periode 1926-1927 een amoureuze relatie met Dorothy Parker.

## Filmografie (selectie)
- 1930: King of Jazz
- 1930: Billy the Kid
- 1930: The Girl Said No
- 1930: Way for a Sailor
- 1930: Paid
- 1931: The Sin of Madelon Claudet
- 1931: New Adventures of Get Rich Quick Wallingford
- 1931: The Front Page
- 1932: Rasputin and the Empress
- 1933: Topaze
- 1934: Riptide
- 1934: Crime Without Passion
- 1934: Twentieth Century
- 1935: The Scoundrel
- 1935: Barbary Coast
- 1939: Gunga Din
- 1939: Wuthering Heights
- 1939: I Take This Woman
- 1947: The Senator Was Indiscreet